# Sol alado

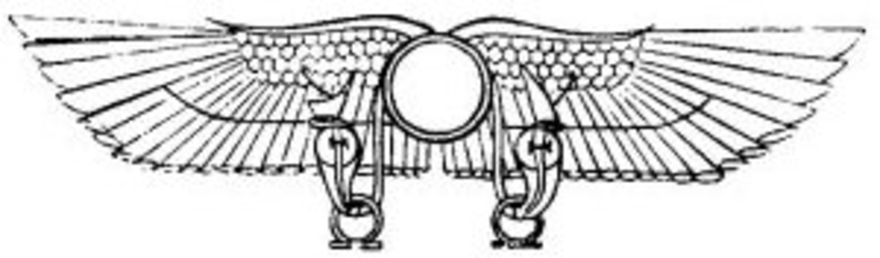
Sol alado de Tebas (del libro de Samuel Sharpe, Egyptian Mythology and Egyptian Christianity, 1863.

El sol alado, en el Antiguo Oriente Próximo (Egipto, Mesopotamia, Anatolia y Persia), es un símbolo, en general, de protección, asociado con la divinidad, la realeza y el poder. También se han encontrado variaciones de este símbolo en culturas antiguas de América del Sur.

## Antiguo Egipto

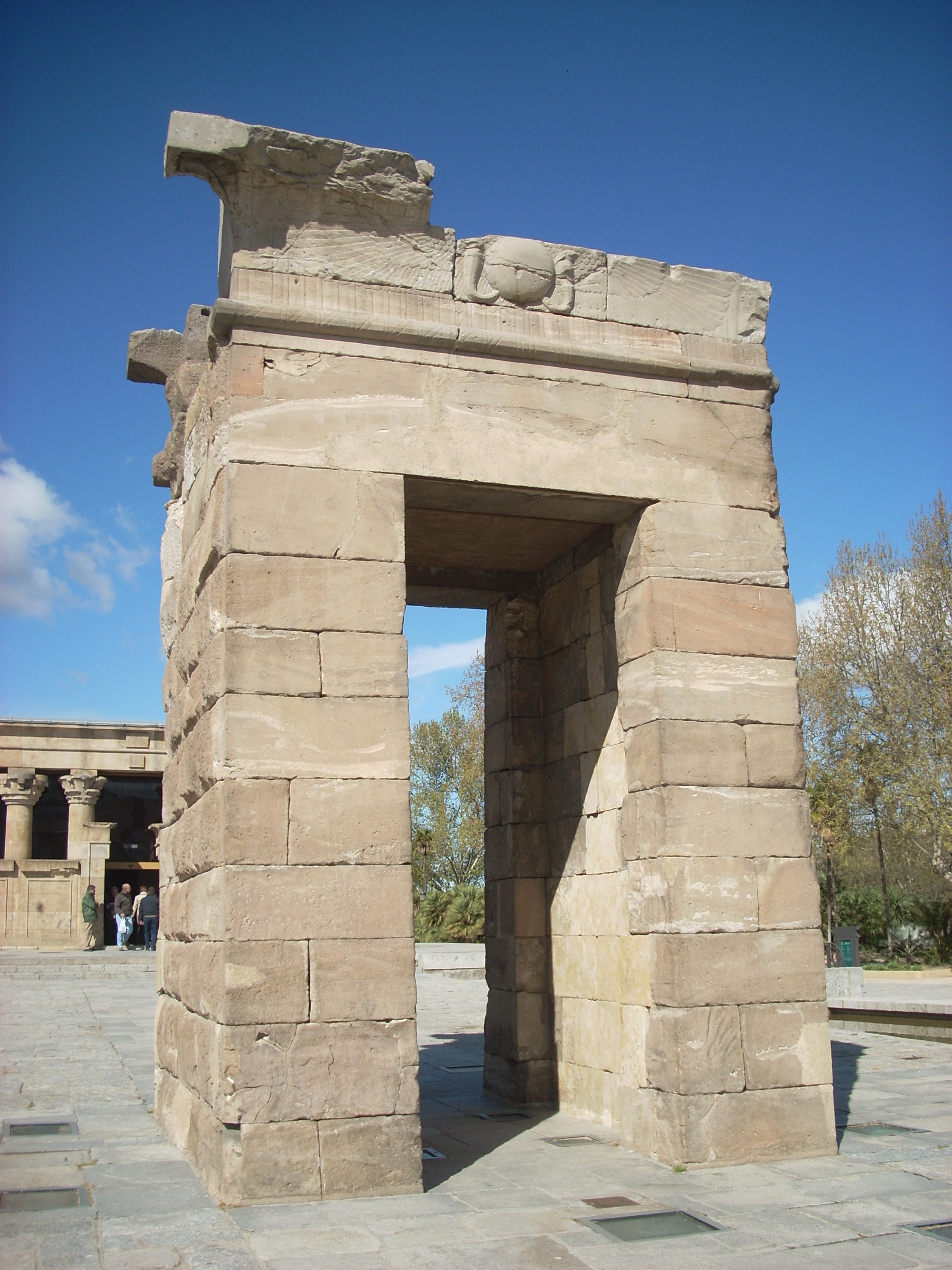
Puerta monumental del Templo de Debod, con sol alado y dos ureos. Madrid, España.

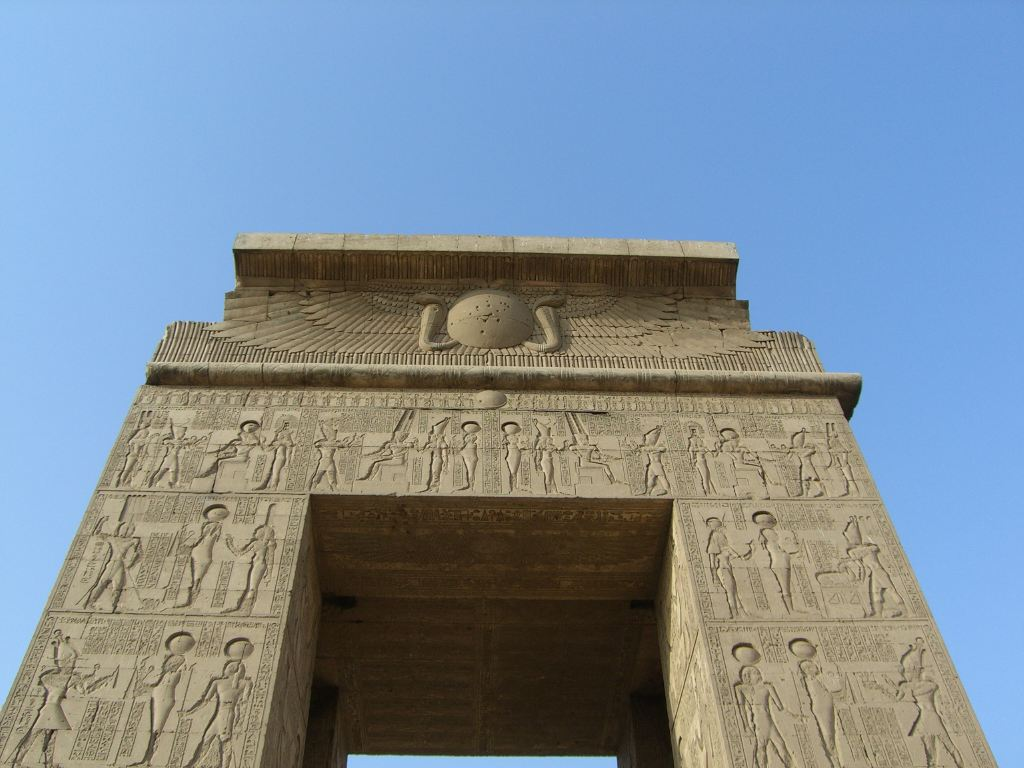
Puerta de acceso al templo de Jonsu en Karnak con el disco solar y dos ureos.

El origen del sol alado se encuentra en el Antiguo Egipto. El primer sol alado conocido se encuentra en el ataúd de la reina Heteferes I, madre de Keops y esposa de Sneferu, de la dinastía IV (siglo XXVII a. C.). Esta forma, en este caso de disco solar alado, está colocado arriba del cartucho se Sneferu con el ala derecha sobre el nombre de Horus del rey y la fórmula de protección "La protección de la vida está alrededor de él para siempre" bajo el ala izquierda. 
No siempre se representa el disco solar y frecuentemente está flanqueado a cada lado por un uraeus. En la religión egipcia temprana, el símbolo acompaña a Behedeti, el sol alado, señor de todo lo que el sol rodea, que representaba al Horus de Edfu, que más tarde será identificado con Ra-Horajti. A veces se representa en el cuello de Apis, el toro de Ptah. 
Según el Mito del sol alado que se encuentra registrado en las paredes del templo de Edfu, en el año 363 del reinado de Ra-Horajti, cuando se encontraba en Nubia, se producen una serie de rebeliones en varias zonas de su reino del Alto y Bajo Egipto. Reúne a sus seguidores entre los que está Horus, hijo de Isis, asistido por Horus Behedeti junto a sus arponeros para enfrentarse a sus enemigos encabezados por Set. Set es vencido y decapitado, pero se transforma en serpiente y desaparece. Por eso, en ese lugar se clavará la representación de Horus, el hijo de Isis para que no vuelva a aparecer. Y como resultado de la victoria, el emblema celeste del disco solar se convirtió en un símbolo popular en Egipto, y como elemento apotropaico se situaría la representación del sol alado en lo alto de las puertas de los santuarios egipcios.

## Mesopotamia y el Levante Mediterráneo

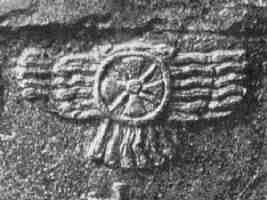
Estela de Asurnasirpal II en Nimrud (a, C.). Detalle del sol alado.

Representación del faravahar.

Desde aproximadamente el año 2000 aC, el símbolo también aparece en el Levante Mediterráneo, Mesopotamia y Asia Menor. Aparece en relieves de gobernantes asirios y en jeroglíficos anatolios como un símbolo de realeza, transcrito en latín como SOL SUUS (literalmente, 'su propio yo, el Sol', es decir, 'Su Majestad').
El dios sol hitita Istanu, dios de los juicios y protector, era representado con un sol alado en su corona o tocado, y un bastón torcido. También el dios hitita de las tormentas, Teshub era representado con frecuencia bajo un sol alado.

## Hebreos
Desde aproximadamente el siglo VIII a. C., el disco solar alado aparece en sellos (bullas) hebreos conectados con la casa real del Reino de Judá, muchos del reinado de Ezequías, llevando la inscripción l'melekh ("perteneciente al rey"). Por lo general, los sellos reales de Ezequías tienen dos alas que apuntan hacia abajo y seis rayos que emanan del disco del sol central, estando algunos flanqueados a cada lado con el símbolo egipcio anj ("llave de la vida"). También se han encontrado ejemplos en sellos de sirvientes de los reyes Ajaz y Ozías.
Y en el Libro de Malaquías 4:2, se hace referencia a un "sol de justicia" alado:
"Pero para ustedes, los que temen mi nombre, nacerá el Sol de justicia, y en sus alas traerá sanación..."

## Zoroastrismo
El símbolo evoluciona en el faravahar (el 'aspecto visual de Ahura Mazda') en la Persia zoroástrica influenciado por el sol alado jeroglifo que aparece en los sellos reales de la Edad de Bronce (del luvita Sol Suus, simbolizando el "poder real" en particular).

## Antigua Grecia

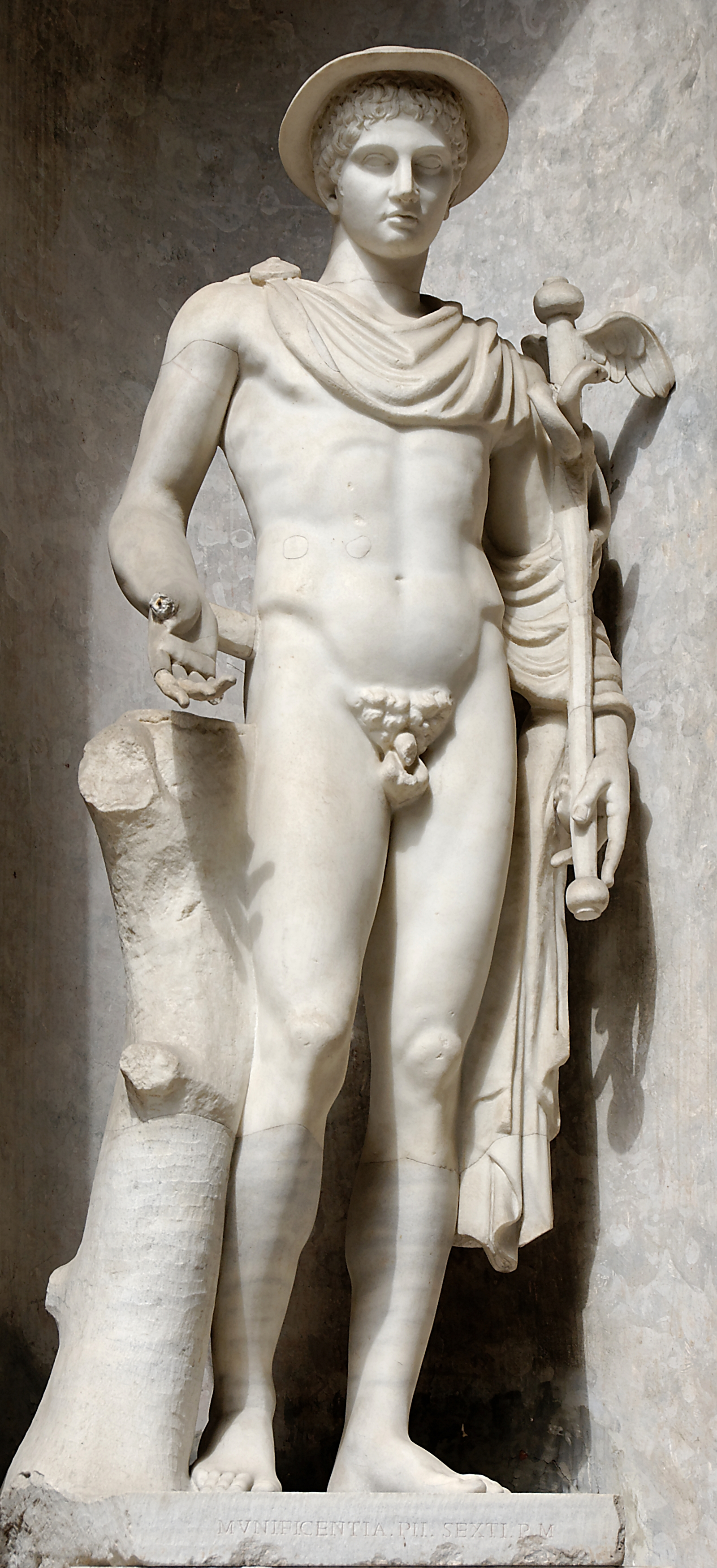
Hermes Ingenui portando un caduceo alado. Museo Pio-Clementino (Roma).

El sol alado es representado convencionalmente en el pomo del caduceo de Hermes.

## Península ibérica
Con la llegada de los fenicios a la península ibérica, llegaron también a su través motivos iconográficos de procedencia egipcia, diosas aladas con disco solar o soles alados como en su representación en el extremo de la fuente de El Gandul, que representaría en su ovalidad y en los elementos mostrados una idea de regeneración. Esta bandeja pertenece al Bronce Final del Período Orientalizante, siglo VII a. C. y se encuentra en el Museo Arqueológico de Sevilla.
En Puentecaldelas, municipio de la provincia de Pontevedra, en Galicia, España, se emplaza la iglesia de Santa María de Tourón. Sobre una entrada lateral se emplaza una piedra armera del linaje de Pazos de Proben, que exhibe un sol alado medieval.

## Utilización moderna

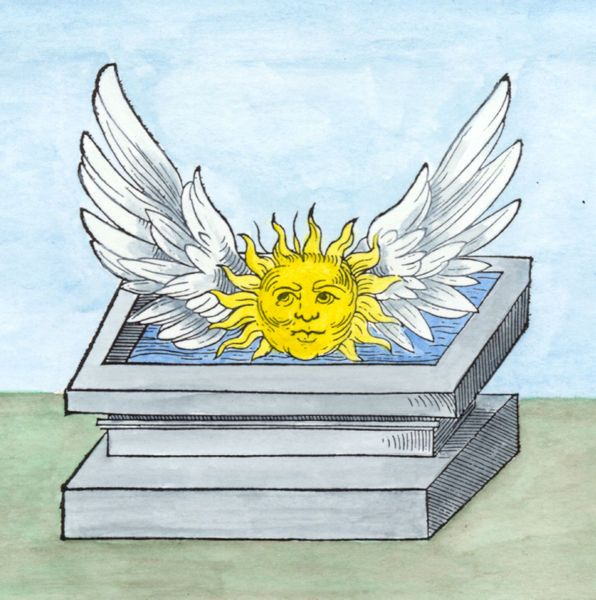
Como símbolo alquímico, un sol alado se cierne sobre un sepulcro lleno de agua (del Rosario de los filósofos, 1550).

El símbolo fue usado en la portada de la serie de libros de texto Estudios de las Escrituras de Charles Taze Russell. También varios grupos, como la francmasonería, thelema, teosofía, rosacruz y la iglesia de la Unidad (Unity), lo han utilizado. 
También se han utilizado variaciones del símbolo como logo registrado por los fabricantes de vehículos Bentley, Aston Martin, Harley Davidson o Chrysler Corporation.

## Utilización heráldica
El sol alado es utilizado en la heráldica del Directorio de Comercio de Norteamérica para la Medalla de la Orden de Norteamérica.